# Port lotniczy Nouna
Port lotniczy Nouna – port lotniczy położony w Nouna, w Burkinie Faso.